# Наглёйнгын (гора)
Наглёйнгын (Наглёйнын, Нгаглёйнын, Безымянный,  чук. Ныглёйӈын) — гора в России, на западном берегу Чаунской губы восточной части бассейна Восточно-Сибирского моря, к западу от одноимённого мыса, к юго-востоку от полуострова Кыттык, к юго-западу от важного арктического порта Певек, к северу от устья рек Тъэюкууль и Ытыккуульвеем. Высота 871 м над уровнем моря. На южных склонах берут истоки реки Тъэюкууль и Наглёйнгынваам. Административно входит в состав Чаунского района Чукотского автономного округа.
Название в переводе с чукотского языка Ныглёйӈын — «зимняя кухлянка» от ныглён — «тёплая кухлянка из зимней шкуры оленя» и -йӈын — увеличительно-пренебрежительного суффикса. По форме гора напоминает человека в громоздкой меховой одежде.
Восточнее по Чаунской губе ранее проходил ледовый автозимник из Певека в Бараниху. Северо-западнее расположено национальное чукотское село Айон.